# Katrin Adt
Katrin Adt (* 8. Mai 1972 in Bonn) ist eine deutsche Managerin und seit Mai 2023 Leiterin der Internen Revision der Mercedes-Benz Group AG.

## Leben
Adt wurde 1972 als eines von zwei Kindern des deutschen Diplomaten und Botschafters Harro Adt und dessen Ehefrau Dietlind Adt, geborene Bossel, geboren. Sie wuchs entsprechend der Tätigkeiten ihres Vaters unter anderem in Afghanistan, Indien, der Schweiz, der Zentralafrikanischen Republik und Frankreich auf. Nach dem Abitur im Jahr 1991 studierte sie Rechtswissenschaften in Göttingen und Coimbra (Portugal). Ihr Referendariat absolvierte sie am Oberlandesgericht in Celle sowie in Frankfurt am Main und Brüssel.
1999 startete Katrin Adt ihre Karriere bei der Daimler AG als Assistentin der damaligen Direktorin von DaimlerChrysler in Belgien und Luxemburg, Annette Winkler (später ihre Vorgängerin bei smart). Von 2002 bis 2006 verantwortete sie die Händlernetzentwicklung der Daimler-Gruppe in Belgien und Luxembourg, bevor sie 2006 in die Konzernzentrale nach Stuttgart wechselte. Dort wurde ihr die Verantwortung für die weltweite Vertriebsnetzstrategie des Konzerns übertragen. In dieser Zeit oblag ihr unter anderem die Auftrennung der weltweiten Vertriebsnetze von Daimler und Chrysler, nachdem die Allianz 2007 mit dem Verkauf der Chrysler Group geendet hatte. Ab 2009 leitete sie ein Projekt zur weltweiten Neuausrichtung des Mercedes-Benz-Vertriebs. Von 2010 bis 2013 leitete Katrin Adt als CEO die Mercedes-Benz Luxemburg und war mit einer Organisation von rund 550 Mitarbeitern verantwortlich für den Großhandel, Einzelhandel und Service von Mercedes-Benz-Pkw, -Nutzfahrzeugen und -Bussen.
Im Jahr 2013 wechselte sie zur Personalberatung Egon Zehnder nach Stuttgart, bevor sie 2014 wieder als Vice President HR Development & HR Services zu Daimler zurückkehrte. Ihr Aufgabenbereich umfasste die Betreuung der Top-Managementebene des Konzerns, die Personalentwicklung sowie Führungskräftequalifizierung, das Expat-Management der Daimler AG sowie die deutschlandweite HR-Shared-Service-Organisation. In dieser Tätigkeit entwickelte und verantwortete Adt das unternehmensweite Transformationsprogramm „Leadership 2020“, mit der Daimler eine neue Führungskultur entwickelt sowie eine flexible und innovative Organisation stärkt und sich so für die Zukunft ausrichtet.
Ab September 2018 übernahm Katrin Adt die Leitung des Produktbereichs smart von Annette Winkler. Dort gestaltete sie vor allem die Umstellung des Autobauers zum Anbieter von ausschließlich elektrischen Autos. Im Juli 2019 hat Katrin Adt dann die Leitung des neuen Bereichs Mercedes-Benz Cars Own Retail Europa (Pkw und Vans) übernommen. Dabei wurde der deutsche und europäische Teil des konzerneigenen Vertriebsnetzes (Own Retail) zusammengeführt. Ziel war es, die Kompetenzen europaweit zu bündeln und damit den Own Retail noch stärker für die Zukunft aufzustellen. Adt berichtete in ihrer Funktion an Britta Seeger, Mitglied des Vorstands der Mercedes-Benz Group AG, verantwortlich für Mercedes-Benz Cars Vertrieb.
Seit Mai 2023 leitet Katrin Adt die Interne Revision (Corporate Audit) der Mercedes-Benz Group AG. Sie berichtet in dieser Funktion an Renata Jungo Brüngger, Mitglied des Vorstands der Mercedes-Benz Group AG für Integrität, Governance & Nachhaltigkeit.

## Mandate und Mitgliedschaften
- Mitglied des Aufsichtsrats der CECONOMY AG[9]
- Mitglied von Generation CEO[10]
- Teilnehmerin an den 138. Baden-Badener Unternehmergesprächen

## Privates
Katrin Adt hat zwei Kinder.